# Belvidere (Vermont)
Belvidere es un pueblo ubicado en el condado de Lamoille en el estado estadounidense de Vermont. En el año 2010 tenía una población de 348 habitantes y una densidad poblacional de 4,18 personas por km².

## Geografía
Belvidere se encuentra ubicado en las coordenadas 44°45′19″N 72°40′49″O / 44.75528, -72.68028.

## Demografía
Según la Oficina del Censo en 2000 los ingresos medios por hogar en la localidad eran de $44,583 y los ingresos medios por familia eran $50,500. Los hombres tenían unos ingresos medios de $36,250 frente a los $25,500 para las mujeres. La renta per cápita para la localidad era de $19,081. Alrededor del 9.4% de la población estaba por debajo del umbral de pobreza.